# Regret (Kurzfilm)
Regret ist ein Kurzfilm von Santiago Menghini, der im Januar 2020 beim Sundance Film Festival seine Premiere feierte.

## Handlung
Es ist Nacht, und Nebel liegt über den Hochhäusern der Stadt. Wayne ist in seinem Hotelzimmer und muss mit dem Tod seines Vaters klarkommen. Seine Schwester bittet ihn am Telefon, die Mutter zu kontaktieren. In seinem Zimmer im Hotel „San Lago“ schaut er sich alte Videos/Aufnahmen von sich und seinem Vater an, der ihn immer nur „junior“ nannte. Während eines Telefonats mit seiner Mutter, bittet ihn diese, er soll raten, wer gerade bei ihr ist. Sein Daddy soll es sein, und der wolle ihm etwas sagen. Bevor es dazu kommt, wird das Gespräch unterbrochen, und eine Hand, die unter seinem Bett hervorkommt, zieht sein Smartphone unter selbiges. Es klopft an der Tür, doch durch den Türspion kann er draußen niemanden sehen.
Da sieht er die Schatten und Umrisse einer Person in seinem Zimmer. Die dunkle Gestalt mit den leuchtenden Augen hat ein Messer bei sich. Wayne rennt aus Zimmer, doch in der Lobby ist niemand, und auch sonst findet er keine Menschenseele. Da sieht er plötzlich seinen Vater. Dieser schlägt eine Version seines jüngeren Ichs, ein Schmerz, den auch Wayne spürt. Die dunkle Gestalt sticht auf ihn ein. Er bittet um Gnade und geht aus dem Hotel, doch die Gestalt eilt ihm nach.

## Produktion
Regie führte Santiago Menghini, der zuvor ebenfalls nur bei Kurzfilmen Regie führte.
Brent Skagford spielt Wayne, Mich Todorovic die Gestalt, die plötzlich in seinem Zimmer auftaucht und David Nerman seinen totgeglaubten Vater.
Eine erste Vorstellung des Films erfolgte am 24. Januar 2020 beim Sundance Film Festival. Nach der Absage des South by Southwest Film Festivals, wo der Film im März 2020 gezeigt werden sollte, stellten der Independentfilmverleih Oscilloscope Laboratories und das Technikunternehmen Mailchimp den Film 30 Tage lang kostenlos auf einer gemeinsamen Onlineplattform zur Verfügung. Ab Mitte Oktober 2020 wurde er beim Chicago International Film Festival gezeigt. Ende November 2020 wird er beim Torino Film Festival vorgestellt.

## Auszeichnungen
Chicago International Film Festival 2020
- Nominierung als Bester Kurzfilm für den Gold Hugo (Santiago Menghini)[4]

Neuchâtel International Fantastic Film Festival 2020
- Nominierung im internationalen Online-Kurzfilm-Wettbewerb[5]

Sundance Film Festival 2020 
- Nominierung für den Short Film Grand Jury Prize (Santiago Menghini)

South by Sout West Film Festival 2020
- Auszeichnung in der Kategorie Midnight Shorts